# Gaziantepspor Kulübü
Il Gaziantepspor Kulübü è stata una società polisportiva con sede a Gaziantep, in Turchia, nota soprattutto per la sua sezione calcistica.

## Storia

### I primi club a Gaziantep
Il primo club calcistico di Gaziantep fu fondato da alcuni studenti dell'American College nel 1923. Poco dopo nella città iniziarono a fondare nuove società sportive: Altınışık, Kilis İdman Yurdu Spor Kulübü e Türkocağı Spor Kulübü. Queste squadre però non vissero per molto venendo sciolte tra il 1929 e il 1931.

### La nascita del Gaziantepspor
L'idea di rifondare un club calcistico a Gaziantep, si diffuse nel gennaio del 1969, quando le persone più importanti della città tennero un incontro con il sindaco Abdulkadir Batur. 
Il club fu fondato il mese successivo il 25 febbraio, grazie ad un totale di 58 persone che hanno collaborato. Besir Bayram, membro fondatore che fu nominato primo presidente, iscrisse il club alla 3.Lig.
L'esordio avvenne nella stagione 1970 con il club inserito nel Yeşil Grup, piazzatosi al quarto posto. Dopo varie stagioni passate in terza divisione, raggiungendo un secondo posto nel 1974-1975, nel 1978 riesce a qualificarsi in 1.Lig. La prima stagione, si concluse con il club ad un punto dalla zona retrocessione. Dopo tre stagioni in massima serie, nel 1983 il club venne retrocesso ritornando in massima serie nel 1990. Dopo 27 stagioni in Süper Lig, nel 2017 il club venne retrocesso in TFF 1. Lig, subendo un drastico calo, tanto da venire retrocesso anche l'anno seguente in TFF 2. Lig. Nel 2018-2019 dopo una penalizzazione di 36 punti viene retrocesso in TFF 3. Lig, nonostante ciò il club non si iscrive per la stagione successiva, iscrivendosi in Bölgesel Amatör Lig.

## Colori e simboli
I colori principali del club sono il rosso e il nero, lo stemma progettato su richiesta di Celal Doğan rappresenta al suo interno il Castello di Gaziantep e il falco simbolo del soldato turco Şahin Bey  (1877–1920).

## Società

### Presidenti
Di seguito è riportata la lista dei presidenti che si sono succeduti alla guida del club nella sua storia.
- 1969-1971  Beşir Bayram
- 1971  Ömer Köylüoğlu
- 1972  Hasan Nehir
- 1972-1973  Selahattin Öztahtacı
- 1973-1974  Halit Güleç
- 1974-1975  Muhittin Göymen
- 1975  Hayri Tütüncüler
- 1976-1978  M. Saip Konukoğlu
- 1979-1980  Ata Aksu
- 1980-1981  Halil Kirmizi
- 1981-1982  Ali İhsan Göğüş
- 1982  Mehmet Batallı
- 1983  Bektaş Göçmen e Sadettin Ergün
- 1983-1984  M. Saip Konukoğlu
- 1984-1985  Selahattin Demirat
- 1985-1986  Ömer Arpacıoğlu
- 1986-1987  Ata Aksu
- 1987-1988  Ali Şahindal
- 1988-1992  Abdulkadir Konukoğlu
- 1992-1993  Ahmet Yilmaz
- 1993-2006  Xelal Doğan
- 2006-2017  İbrahim Kızıl
- 2017-2018  Huzeyfe Durmaz
- 2018-2020  Hasan Şahin

## Palmarès

### Competizioni nazionali
- TFF 1. Lig: 2

1978-1979, 1989-1990
- TFF 3. Lig: 1

1971-1972
- Spor Toto Cup: 1

2012

### Altri piazzamenti
- Campionato turco:

Terzo posto: 1999-2000, 2000-2001
- Coppa di Turchia:

Semifinalista: 1995-1996, 1996-1997, 2005-2006, 2010-2011

## Statistiche e record

### Partecipazioni ai tornei internazionali
| Torneo          | P.G. | V | P | S | GF | GS |
| --------------- | ---- | - | - | - | -- | -- |
| Coppa UEFA      | 16   | 6 | 6 | 4 | 21 | 13 |
| Coppa Intertoto | 4    | 1 | 2 | 1 | 4  | 4  |
| Totale          | 20   | 7 | 8 | 5 | 25 | 17 |

## Organico

### Rosa 2019-2020
| N. |                    | Ruolo | Calciatore              |
| -- | ------------------ | ----- | ----------------------- |
| 3  | Turchia (bandiera) | D     | Şenol Can               |
| 5  | Turchia (bandiera) | D     | Elyasa Süme             |
| 9  | Turchia (bandiera) | A     | Serhan Yilmaz           |
| 13 | Turchia (bandiera) | P     | Adnan Karabulut         |
| 14 | Turchia (bandiera) | C     | Yunus Sencay            |
| 15 | Turchia (bandiera) | D     | Ibrahim Halil Fistikci  |
| 17 | Turchia (bandiera) | A     | Mehmet Sait Üzümcü      |
| 19 | Turchia (bandiera) | A     | Zeki Sinanoğlu          |
| 20 | Turchia (bandiera) | A     | Ibrahim Halil Keser     |
| 21 | Turchia (bandiera) | C     | Necmi Celik             |
| 22 | Turchia (bandiera) | D     | Hüseyin Polat           |
| 23 | Turchia (bandiera) | C     | Hasan Genc              |
| 25 | Turchia (bandiera) | C     | Mustafa Emirhan Özyasar |
| 27 | Turchia (bandiera) | D     | Ilker Günaslan          |
| 32 | Turchia (bandiera) | P     | Selcuk Özcan            |
| 33 | Turchia (bandiera) | D     | Mert Kürkcü             |

| N. |                        | Ruolo | Calciatore           |
| -- | ---------------------- | ----- | -------------------- |
| 41 | Turchia (bandiera)     | P     | Musa Emre Yakar      |
| 50 | Austria (bandiera)     | C     | Muhammed Ildiz       |
| 65 | Turchia (bandiera)     | C     | Oktay Aydin          |
| 69 | Turchia (bandiera)     | C     | Müslüm Talşik        |
| 70 | Turchia (bandiera)     | A     | Erdal Ahmet Özdemir  |
| 77 | Turchia (bandiera)     | D     | Ramazan Okatan       |
| 80 | Turchia (bandiera)     | C     | Gökhan Camur         |
| 88 | Turchia (bandiera)     | D     | Mehmet Kasim Dogala  |
| 97 | Turchia (bandiera)     | A     | Yusuf Erdem          |
| 99 | Turchia (bandiera)     | C     | Harun Enes Nural     |
|    | Bielorussia (bandiera) | C     | Sjarhej Kisljak      |
|    | Turchia (bandiera)     | D     | Süleyman Daglarkiran |
|    | Turchia (bandiera)     | D     | Deniz Solmaz         |
|    | Turchia (bandiera)     | D     | Mustafa Nacar        |
|    | Turchia (bandiera)     | C     | Sevket Samil Göktürk |

### Rose delle stagioni passate
- stagione 2013-2014
- stagione 2014-2015
- stagione 2015-2016
- stagione 2016-2017
- stagione 2017-2018
- stagione 2018-2019